# Чемпіонат світу з трекових велоперегонів 2014 — гіт на 500 м (жінки)
Змагання з гіту на 500 м серед жінок на Чемпіонаті світу з трекових велоперегонів 2014 відбулись 27 лютого 2014. У них взяли участь 16 велогонщиць.

## Медалісти
| Золото | Міріам Вельте (GER)     |
| Срібло | Анна Мірс (AUS)         |
| Бронза | Анастасія Войнова (RUS) |

## Результати
Заїзд розпочався о 18:30.
| Місце | Ім'я               | Країна          | Час    | Примітки |
| ----- | ------------------ | --------------- | ------ | -------- |
| 1     | Міріам Вельте      | Німеччина       | 33.451 |          |
| 2     | Анна Мірс          | Австралія       | 33.548 |          |
| 3     | Анастасія Войнова  | Росія           | 33.789 |          |
| 4     | Лісандра Ґуерра    | Куба            | 33.845 |          |
| 5     | Еліс Ліхтлі        | Нідерланди      | 33.909 |          |
| 6     | Лі Хвейші          | Гонконг         | 33.983 |          |
| 7     | Ребекка Джеймс     | Велика Британія | 34.021 |          |
| 8     | Сенді Клер         | Франція         | 34.097 |          |
| 9     | Таня Кальво        | Іспанія         | 34.157 |          |
| 10    | Вікторія Вільямсон | Велика Британія | 34.305 |          |
| 11    | Ши Цзінцзін        | КНР             | 34.400 |          |
| 12    | Хуліана Гавірія    | Колумбія        | 34.684 |          |
| 13    | Шенн Браспенінкс   | Нідерланди      | 35.121 |          |
| 14    | Олена Цьось        | Україна         | 35.442 |          |
| 15    | Кайоно Маеда       | Японія          | 35.499 |          |
| 16    | Франі Фонг         | Мексика         | 35.546 |          |